# Rockefeller University

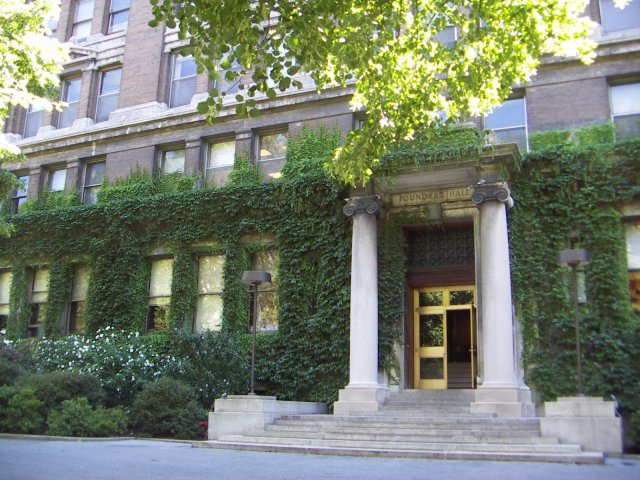
Rockefelleruniversitetet.

Rockefelleruniversitetet (engelska: Rockefeller University) är ett amerikanskt privat universitet i New York. 
Universitetet har sitt ursprung i forskningsinstitutet Rockefeller Institute for Medical Research, som grundades 1901 av John D. Rockefeller.
Det fick sitt nuvarande namn 1965, när man började med undervisning vid sidan av forskningen.Det är fortfarande speciellt inriktat mot  biomedicinsk grundforskning.
Antalet elever är litet, omkring 1 000. I gengäld är nästan lika många forskare knutna till någon av de sex institutionerna. Trots att Rockefeller University är ett relativt litet universitet har man haft inte mindre än 27 nobelpristagare kopplade till sig genom åren.
Rockefeller University har vid ett flertal tillfällen placerats på första plats i internationella rankingar över vetenskaplig genomslagskraft, före välkända universitet som exempelvis MIT och Harvard. 